# Alfio Basile
Alfio Rubén Basile (även känd som Coco), född 1 november 1943 i Bahía Blanca, Argentina, är en argentinsk före detta fotbollstränare, dessförinnan spelare. Han var i två omgångar Argentinas fotbollslandslags förbundskapten och har tränat ett flertal klubbar.

## Karriär

### Spelarkarriär
Som spelare representerade Basile Racing Club de Avellaneda och CA Huracán. Han spelade som försvarare. Han spelade även åtta A-landskamper för Argentinas landslag.

### Tränarkarriär

#### Före 1990
Efter att spelarkarriären avslutats 1975 tränade Basile ett flertal klubbar i hemlandet, däribland Rosario Central, Vélez Sarsfield och klubbarna han själv spelat för; Racing och Huracán. Han tränade därtill Nacional från Uruguay. Det rörde sig om kortare tränaruppdrag utan större framgångar.
Basile tog över Vélez Sarsfield och ledde dem till en 2:a plats i argentinska ligan 1985. Det var Basiles dittills största framgång som tränare.

#### 1991–1994
Basile tog över som Argentinas förbundskapten 1991. Under sitt första år i rollen ledde han laget till seger i Copa América 1991, en bedrift som upprepades i nästföljande turnering 1993. Året före den andra Copa América-vinsten hade man dessutom vunnit King Fahd Cup, första upplagan av vad som senare skulle bli känt under namnet Confederations Cup.